# Бойко, Ростислав Григорьевич
Ростисла́в Григо́рьевич Бо́йко (1931 — 2002) — советский и российский композитор. Заслуженный деятель искусств РСФСР (1977). Член КПСС с 1960 года.

## Биография
Главное внимание Р. Бойко уделял вокальной и хоровой музыке, что напрямую связано с его образованием. Он — воспитанник Детской хоровой школы при Ленинградской капелле и выпускник Московского хорового училища имени Свешникова, а в консерватории его педагогом был выдающийся композитор А. И. Хачатурян, немало способствовавший укреплению любви своего ученика к вокальной и хоровой музыке.

## Фильмография
- 1967 — «Желаем успеха» (короткометражный)
- 1963 — «Первый троллейбус»
- 1962 — «Мук (Мультипликационный Крокодил) № 3» (не сохранился)
- 1962 — «Седьмой спутник»
- 1960 — «Секрет воспитания»
- 1926 — «Ягодка любви» (восстановленная версия 1975 года)

## Оперы для детей
- Песенка в лесу. Опера для детей в одном действии. 1961.
- "Сказка о смеянцах" 1967.
- "Станция Заваляйка". 1970.
- "Квартет". Одноактная опера по басне Крылова. 1977.

## Награды и премии
- Государственная премия РСФСР имени Н. К. Крупской (1982) — за детские оперы «Станция Заваляйка», «Квартет» и цикл песен «Серебристый Поясок»
- Заслуженный деятель искусств РСФСР (1977)
- Медаль «За трудовую доблесть» (14 ноября 1980 года) — за большую работу по подготовке и проведению Игр XXII Олимпиады[3]